# Гинцбург, Евзель Гавриилович
Барон (с 1874) Е́взель Гаврии́лович Ги́нцбург (Иосиф-Евзель Гинцбург, также Осип, также Иевзель; 1812, Витебск — 12 января 1878, Париж) — русский финансист, откупщик, филантроп, еврейский общественный деятель. Основатель предпринимательской династии Гинцбургов, отец Горация Гинцбурга.

## Биография
Родился в Витебске в семье раввина. Занимался винными откупами в Бессарабской, Киевской и Волынской губерниях. Во время Крымской войны держал винный откуп в осажденном Севастополе, причём оставил юг города, унеся кассу, одним из последних, «чуть ли не одновременно с комендантом гарнизона».
В 1859 году основал в Санкт-Петербурге один из крупнейших в России банкирских домов, который внёс значительный вклад в развитие кредитного финансирования в России. Субсидировал строительство железных дорог, добычу золота на Урале, Алтае и в Забайкалье. Пайщик Московского купеческого банка. Банкирский дом Гинцбурга в 1871 году стал одним из учредителей Русского для внешней торговли банка.
Активно отстаивал в высших государственных установлениях России интересы евреев. Пролоббировал принятие следующих высочайше утверждённых законов.
- О предоставлении евреям — купцам 1-й гильдии и евреям — иностранным подданным права жительства и торговли вне черты постоянной оседлости евреев (1859)[4].
- О мерах к облегчению евреям перехода из земледельческого сословия в другие (1865)[5].
- О дозволении евреям механикам, винокурам, пивоварам и вообще мастерам и ремесленникам проживать повсеместно в империи (1865)[6].

По инициативе Евзеля Гинцбурга царское правительство разрешило построить первую синагогу в Петербурге — (Большую хоральную синагогу), еврейскую общину которой он возглавлял. В 1863 году учредил Общество для распространения просвещения между евреями в России и почти полностью его субсидировал.
Был женат на Расе Давидовне Дыниной — дочери содержателя почтовой станции в городе Орша. Семья занимала старинный дом в Петербурге на ул. Галерной, 53. В 1872 году, вслед за своим сыном Горацием, Евзель Гинцбург получил от великого герцога Гессенского Людвига III баронский титул; в 1874 году Александр II разрешил потомственное пользование этим титулом в России.
На момент проведения выкупной операции владел селом Валя Цареградулуй (ныне Цариград) в Сорокском уезде Бессарабской губернии.